# Tyler Run-Queens Gate
Tyler Run-Queens Gate fue un lugar designado por el censo ubicado en el condado de York en el estado estadounidense de Pensilvania. En el año 2000 tenía una población de 2,926 habitantes. El área fue separada en dos, Tyler Run y Queens Gate, para el censo de 2010

## Geografía
Tyler Run-Queens Gate estaba localizado en las coordenadas 39°56′3″N 76°41′48″O / 39.93417, -76.69667.

## Demografía
Según la Oficina del Censo en 2000 los ingresos medios por hogar en la localidad eran de $38,523 y los ingresos medios por familia eran $48,974. Los hombres tenían unos ingresos medios de $34,286 frente a los $27,722 para las mujeres. La renta per cápita para la localidad era de $25,589. Alrededor del 7.6% de la población estaba por debajo del umbral de pobreza.